# Empower yourself
Empower yourself ("Versterk jezelf") is een artistiek kunstwerk in Amsterdam-Zuid.
Op het Hoofddorpplein staat al jarenlang een elektriciteitshuisje van Liander. Het huisje was veelvuldig slachtoffer van graffity. Liander of een van haar voorlopers liet het daarop in 2011 voorzien van het kunstwerk Hoofdzaak liefde van Fabrice Hünd. In oktober 2020 werd het elektriciteitshuisje helemaal gesloopt om vervangen te worden door een nieuw exemplaar; het kunstwerk ging daarbij verloren. Bij de opbouw van het nieuwe, dat na oplevering weer werd beklad,  werd gekozen het weer te voorzien van "kunst in de openbare ruimte". Grafisch kunstenaar Johan Moorman (1979), zelf nota bene begonnen als graffity-artiest, wilde met de afbeeldingen iedere passant “inspireren om vertrouwen te hebben in zichzelf". Het kunstwerk kwam vanaf januari 2021 tot stand in overleg met de buurtbewoners, die konden kiezen uit drie ontwerpen. Buurtbewoners wilden een kunstwerk dat aansloot bij de buurt en het plantsoen midden op het plein. De kunstenaar zegt over het werk, dat de afbeelding de harmonie tussen bebouwing en groen laat zien. De omringende bebouwing in de bouwstijl Amsterdamse School is terug te vinden in de rode kleur van de pixels uit de afbeelding. Voor het groen geldt hetzelfde in weergave van zon, bliksem, bomen en planten. Er zijn ook trapjes te zien, volgens Moorman een weergave van de uitdagingen in het leven.  
Een aantal andere werken van Johan Moorman is terug te vinden in onder andere Eindhoven, maar ook bijvoorbeeld in Estland. 

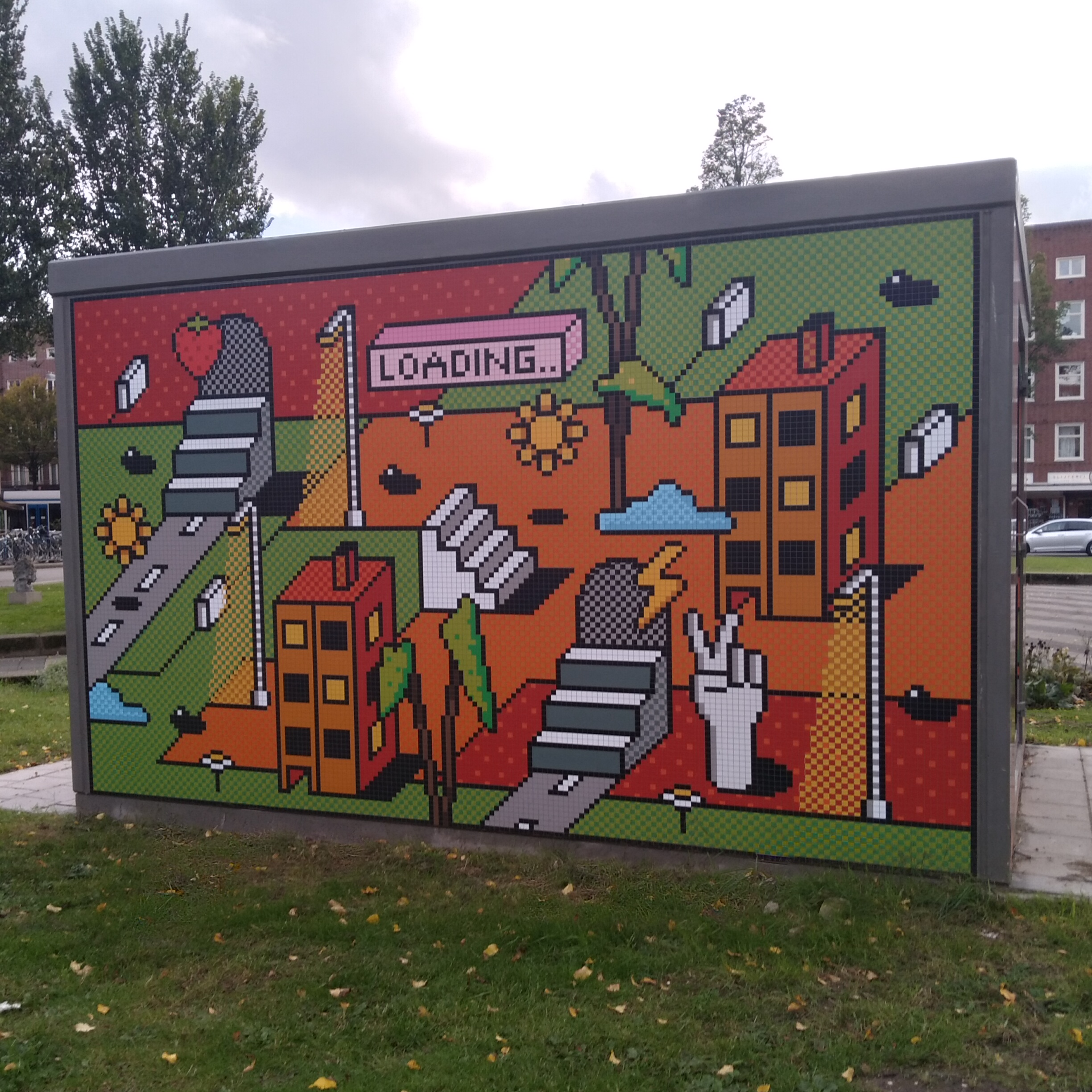
Lange zijde (oktober 2021)